# Абелюк, Евгения Семёновна
Евге́ния Семёновна Абелю́к (род. 14 июня 1951) — российский педагог. Заслуженный учитель Российской Федерации (1997). Преподаватель лицея № 1525 «Воробьёвы горы», доцент Департамента образовательных программ Высшей школы экономики.

## Биография
Окончила филологический факультет МГУ. С 1975 г. — педагог дополнительного образования в студии литературного творчества Московского городского дворца пионеров и школьников (ныне — Дворец детского (юношеского) творчества), затем — руководитель той же студии. В 1994—2004 гг. — заведующая лабораторией филологического образования Московского института развития образовательных систем (МИРОС). С 1989 г. — преподаватель московского лицея № 1525 «Воробьёвы горы», с 2015 г. — «Красносельский». Одновременно с 2013 г. — доцент Института образования НИУ ВШЭ.
С 2016 г. — заведующая Проектной лабораторией по изучению творчества Юрия Любимова и режиссёрского театра XX—XXI вв. Факультета гуманитарных наук ГТУ ВШЭ.
С 2004 года выступает на радиостанции «Эхо Москвы» в программах, связанных с образованием. С 2004 г. читает лекции и ведёт семинары в Летних лингвистических школах. В 1987 году награждена медалью «Отличник народного просвещения».
Автор (совместно с К. М. Поливановым) учебного комплекта для классов с углублённым изучением литературы «Русская литература XX века. Программа, учебник, учебное пособие для учителя». Комплект получил грант I степени на Федеральном конкурсе НФПК. Также автор ряда других школьных программ, в том числе один из авторов программы по литературе для профильной школы. В 2006—2007 участвовала в группе по выработке стандарта по литературе при РАН — РАО.
- Лауреат I и II конкурсов авторских программ Министерства образования РФ (1992 и 1993 гг.)
- Грант фонда «Культурная инициатива» за проект «Фольклорная экспедиция» (1992).
- Грант Института «Открытое общество» за проект «Школа понимания: столичный школьник в российской провинции» (1998).
- Грант Московского комитета по науке и технике за проект «Разработка новой концепции и базовой программы преподавания русского языка» (2000).
- Грант I степени Всемирного банка (конкурс ФНПК) за учебный комплект «Русская литература XX века» для школ с углублённым изучением литературы (2002).
- Диплом II степени на конкурсе «Культура на телевидении» за телефильм «Творчество поэта Тимура Кибирова» (2004).
- Грант Москвы I степени в области образования (2004).

Автор сценария телефильма «И всё-таки „Таганка“!» к 40-летию Театра на Таганке (при участии Ю. П. Любимова). РТР, 2004.